# Hrvaška pomorska legija
Hrvaška pomorska legija (izvirno hrvaško Hrvatska pomorska legija) je bila vojnomornariška formacija oboroženih sil NDH, ki je bila ustanovljena 2. junija 1941 na ukaz poglavnika Anteja Pavelića.
Legija je bila ustanovljena iz prostovoljcev, ki so bili pripravljeni oditi na vzhodno fronto ter se tam boriti skupaj z Wehrmachtom. Prvotno je legijo sestavljalo 343 pripadnikov (23 častnikov, 100 podčastnikov in 220 mornarjev). Opremljeni so bili z manjšimi patrulnjimi čolni in predelanimi ribiškimi čolni, ki so jih uporabljali kot plovila za protiminsko bojevanje. Legija je delovala v Črnem morju; oporišča so bila na ukrajinski obali.
Zaradi dobrega odnosa z Ukrajinci so kmalu v legijo sprejeli več prostovoljcev, tako da je legija narasla na 1.000 mož, od tega je bilo 60 % Ukrajincev. 
Decembra 1942 se je izvirna Hrvaška pomorska legija oz. bolje rečeno hrvaški kontingent v tej ukrajinsko-hrvaški enoti umaknil nazaj na Hrvaško. Vsa plovila so pustili Ukrajincem.
Člani legije so bili nato oktobra 1943 premeščeni v Trst, od koder so jih nato porazdelili po ladjah Kriegsmarine.